# محمد عبد الحليم غنيم
محمد عبد الحليم غنيم هو دكتور في الادب العربي الحديث.

## نشأته وحياته
ولد محمد عبد الحليم غنيم بمدينة بلبيس المحافظة الشرقية بمصر في 07/10/1962 تحصل على شهادة ليسانس آداب من قسم اللغة العربية في مايو 1985م من جامعة الزقازيق فشهادة الماجستير في الآداب مايو 1991م من نفس الجامعة، لم يكتف بالدرس الأكاديمي وإنما صاغ الأدب موهبة شعرا ونثرا نقدا.
تحصل على دكتوراه في الآداب (تخصص أدب حديث) من جامعة المنصورة سنة 2001

## مؤلفات
| الكتاب                                 | الناشر                                            | سنة الإصدار | عدد الصفحات | ردمك ISBN |
| -------------------------------------- | ------------------------------------------------- | ----------- | ----------- | --------- |
| لن أقلع عن هذه العادة                  | Kotobarabia.com                                   | 2006        | 140         | /         |
| شعراء حول الرسول(ص)                    | /                                                 | /           | /           | /         |
| رجل وامرأة                             | /                                                 | /           | /           | /         |
| في مديح الأدب                          | /                                                 | 2007        | /           | /         |
| الفن القصصي عند فاروق خورشيد           | الهيئة العامة لقصور الثقافة السلسلة: كتابات نقدية | 2007        | 167         | /         |
| البلاغة النبوية دراسة تطبيقية          | دار ناشري للنشر الالكتروني                        | 2003        | /           | /         |
| التاريخ والقص - دراسة في أدب سعد مكاوى | Kotobarabia.com                                   | /           | /           | /         |